# Allopleuron hoffmani
Allopleuron hoffmani és una espècie de tortuga marina gegant extinta que va viure al Cretaci superior. Mesurava entre 2 i 2,5 metres. L'espècie tipus és Allopleuron hofmanni. És un membre basal del clade Pancheloniidae de tortugues. estretament relacionat amb Protosphargis. Es caracteritzava per la seva closca mes reduïda.

## Descripció
S'ha descrit que l'allopleuron utilitzava la plataforma continental del sud de Laurasia-Holàrctica com a àrea de reproducció. però actualment es considera que la fase reproductiva existiria al llarg de la costa d'Àsia. La dieta de l'allopleuron eren meduses, algues o carcasses. El mascle adult vivia a la costa del sud-est dels Països Baixos i al nord-est de Bèlgica a causa de la gran quantitat de fòssils en aquestes zones. Les zones amb prats d'herbes marines haurien pogut mantenir una gran població. La manca de restes d'allopleuron jove indica que les cries de l'espècie vivien en altres llocs.